# Selenops viron
Selenops viron är en spindelart som beskrevs av José Antonio Corronca 2002. Selenops viron ingår i släktet Selenops och familjen Selenopidae.
Artens utbredningsområde är Kenya. Inga underarter finns listade i Catalogue of Life.